# 佩德罗萨德尔帕拉莫
佩德罗萨德尔帕拉莫，是西班牙卡斯蒂利亚-莱昂布尔戈斯省的一个市镇。总面积11平方公里，总人口109人（2001年），人口密度10人/平方公里。